# Galenisk farmaci

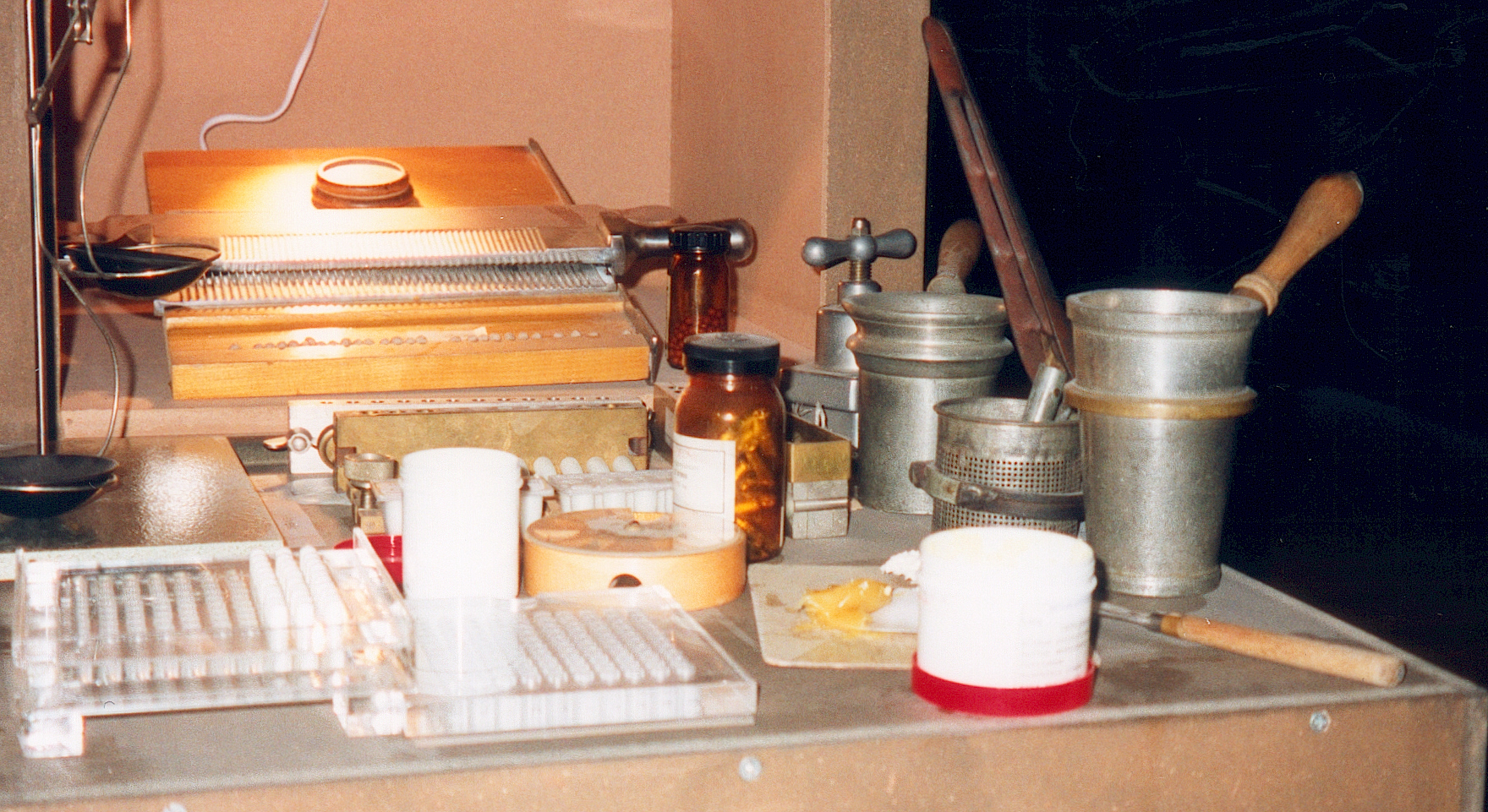
Instrument för läkemedelsberedning

Galenisk farmaci eller galenik behandlar läkemedelsberedningars sammansättning och framställning. En ren läkemedelssubstans har ofta egenskaper som gör den olämplig att tillföra patienter direkt. Substansen är ofta i pulverform och måste kombineras med andra ämnen, formuleras, för att utgöra ett färdigt läkemedel som kan ges på ett säkert och behändigt sätt.
Exempel på beredningsformer:
- tablett
- kapsel
- oral lösning eller suspension
- intravenös lösning eller emulsion
- lösning eller pulver för inhalation
- salva, kräm eller lotion för topikalt bruk

Uppgifter kring läkemedels sammansättning och kvalitet sammanställs i farmakopéer. Galenos anses ha sammanställt en av de första farmakopéerna, och har fått ge namn åt disciplinen i flera länder, däribland Sverige och Frankrike.